# Алвін Бергер
Алвін Бергер (нім. Alwin Berger; 9 листопада 1871, Шлайц — 21 квітня 1931, Штутгарт) — німецький садівник та ботанік, відомий своїми роботами із систематики сукулентних рослин — кактусів (див. Систематика кактусів) та агав. Автор багатьох книг про сукуленти, у тому числі першої книги про агави «Die Agaven».

## Коротка біографія
У період з 1897 по 1914 роки Бергер був головою ботанічного саду в околицях італійського міста Вентімілья в Лігурії.

## Внесок в систематику рослин

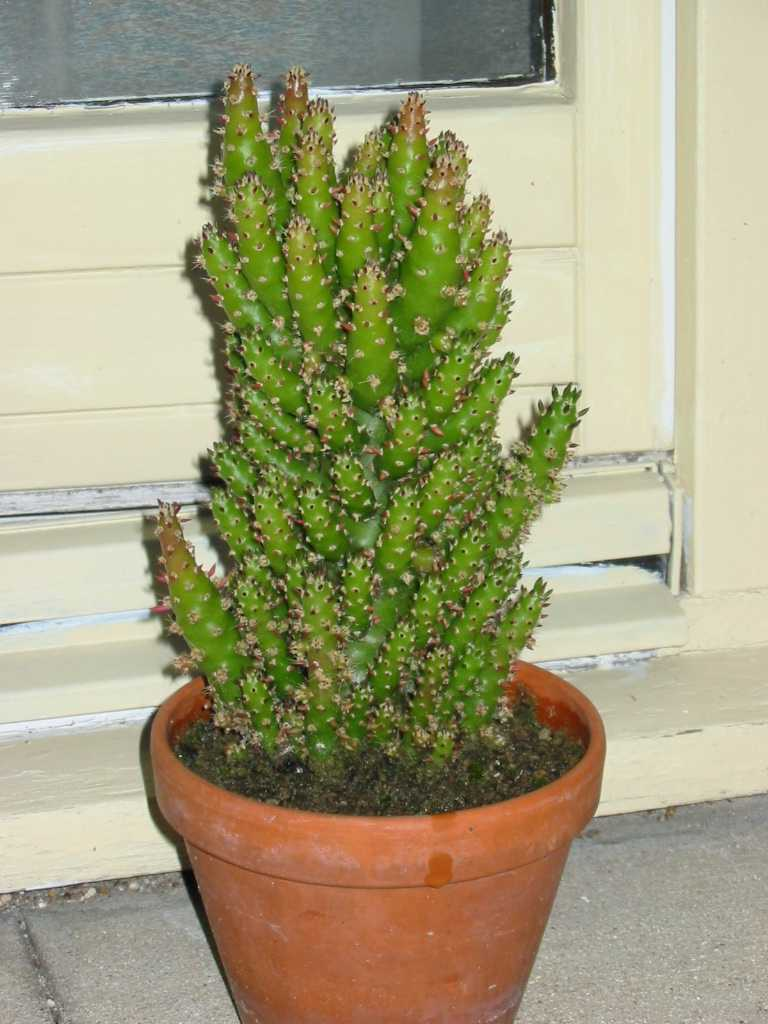

Бергером було описано близько 40 родів рослин з трьох родин Алоєві (сьогодні родина розформована), Кактусові, Товстолисті та велику кількість видів.
Приклади деяких таксонів, введених Бергером:
- Austrocilindropuntia exaltata  (A.Berger) Backeb.[4] [syn.  Pereskia subulata Muehlenpf.]
- Brasiliopuntia (K.Schum.) A.Berger
  - Brasiliopuntia brasiliense (Willd.) A.Bergerтиповий

## Наукові роботи
- Die Agaven [Архівовано 4 травня 2014 у Wayback Machine.]. Gustav Fischer Verlag, Jena 1915 (mit 70 Abbildungen und 2 Karten)

## Визнання
Два роди рослин Bergerocactus та Bergeranthus названі на його честь.